# USA:s försvarschef
USA:s försvarschef (engelska: Chairman of the Joint Chiefs of Staff; förkortat CJCS; bokstavligen översatt: ordförande för Joint Chiefs of Staff) är den amerikanske yrkesofficeraren på aktiv stat med högst rang. Försvarschefen nomineras av presidenten och måste godkännas av senaten. Försvarschefen är alltid en fyrstjärnig general eller amiral.

## Bakgrund och roll
Försvarschefen är direkt underställd försvarsministern och är den främste yrkesmilitäre rådgivaren till denne, nationella säkerhetsrådet, inrikessäkerhetsrådet (Homeland Security Council), och till presidenten. 
Försvarschefen för inte befäl över de väpnade styrkorna, denne är i lag uttryckligen förbjuden att göra det, men kan agera som mellanhand eller kommunikationsled för försvarsministern och/eller presidenten under deras respektive befälsrätt gentemot de försvarsgrensövergripande militärbefälhavarna i den operativa kommandokedjan.
Sedan Goldwater-Nicholslagen trädde i kraft 1987 biträds försvarschefen av en vice försvarschef (engelska: Vice Chairman of the Joint Chiefs of Staff), som vid försvarschefens förfall ersätter denne.
Försvarschefen är ordförande och sammankallande för Joint Chiefs of Staff som är ett rådgivande organ i militärstrategiska och säkerhetspolitiska frågor. Försvarschefen är chef för och leder Joint Staff som består av personal från samtliga försvarsgrenar.

## Lista över ämbetsinnehavare
|     | Namn (Levnad)                                   | Foto | Försvarsgren | Tillträdde       | Avgick            | Försvarsminister                                                       | President                            | Not   |
| --- | ----------------------------------------------- | ---- | ------------ | ---------------- | ----------------- | ---------------------------------------------------------------------- | ------------------------------------ | ----- |
| 1.  | General of the Army Omar N. Bradley (1893-1981) |      | Armén        | 16 augusti 1949  | 15 augusti 1953   | Louis A. Johnson George C. Marshall Robert A. Lovett Charles E. Wilson | Harry S. Truman Dwight D. Eisenhower | [ 7 ] |
| 2.  | Amiral Arthur W. Radford (1896-1973)            |      | Flottan      | 15 augusti 1953  | 15 augusti 1957   | Charles E. Wilson                                                      | Dwight D. Eisenhower                 | [ 7 ] |
| 3.  | General Nathan F. Twining (1897-1982)           |      | Flygvapnet   | 15 augusti 1957  | 30 september 1960 | Charles E. Wilson Neil H. McElroy Thomas S. Gates                      | Dwight D. Eisenhower                 | [ 7 ] |
| 4.  | General Lyman L. Lemnitzer (1899-1988)          |      | Armén        | 1 oktober 1960   | 30 september 1962 | Thomas S. Gates Robert McNamara                                        | Dwight D. Eisenhower John F. Kennedy | [ 7 ] |
| 5.  | General Maxwell D. Taylor (1901-1987)           |      | Armén        | 1 oktober 1962   | 1 juli 1964       | Robert McNamara                                                        | John F. Kennedy Lyndon B. Johnson    | [ 7 ] |
| 6.  | General Earle G. Wheeler (1908-1975)            |      | Armén        | 3 juli 1964      | 2 juli 1970       | Robert McNamara Clark Clifford Mel Laird                               | Lyndon B. Johnson Richard Nixon      | [ 7 ] |
| 7.  | Amiral Thomas H. Moorer (1912-2004)             |      | Flottan      | 2 juli 1970      | 1 juli 1974       | Mel Laird Elliot Richardson James R. Schlesinger                       | Richard Nixon Gerald Ford            | [ 7 ] |
| 8.  | General George S. Brown (1918-1978)             |      | Flygvapnet   | 1 juli 1974      | 20 juni 1978      | James R. Schlesinger Donald Rumsfeld Harold Brown                      | Gerald Ford Jimmy Carter             | [ 7 ] |
| 9.  | General David C. Jones (1921-2013)              |      | Flygvapnet   | 21 juni 1978     | 18 juni 1982      | Harold Brown Caspar Weinberger                                         | Jimmy Carter Ronald Reagan           | [ 7 ] |
| 10. | General John W. Vessey Jr. (1922-2016)          |      | Armén        | 18 juni 1982     | 30 september 1985 | Caspar Weinberger                                                      | Ronald Reagan                        | [ 7 ] |
| 11. | Amiral William J. Crowe (1925-2007)             |      | Flottan      | 1 oktober 1985   | 30 september 1989 | Caspar Weinberger Frank Carlucci Dick Cheney                           | Ronald Reagan George H.W. Bush       | [ 7 ] |
| 12. | General Colin Powell (1937-2021)                |      | Armén        | 1 oktober 1989   | 30 september 1993 | Dick Cheney Les Aspin                                                  | George H.W. Bush Bill Clinton        | [ 7 ] |
| tf. | Amiral David E. Jeremiah (1934-2013)            |      | Flottan      | 1 oktober 1993   | 24 oktober 1993   | Les Aspin                                                              | Bill Clinton                         | [ 7 ] |
| 13. | General John Shalikashvili (1936-2011)          |      | Armén        | 25 oktober 1993  | 30 september 1997 | Les Aspin William J. Perry William S. Cohen                            | Bill Clinton                         | [ 7 ] |
| 14. | General Henry H. Shelton (född 1942)            |      | Armén        | 1 oktober 1997   | 30 september 2001 | William S. Cohen Donald Rumsfeld                                       | Bill Clinton George W. Bush          | [ 7 ] |
| 15. | General Richard B. Myers (född 1942)            |      | Flygvapnet   | 1 oktober 2001   | 30 september 2005 | Donald Rumsfeld                                                        | George W. Bush                       | [ 7 ] |
| 16. | General Peter Pace (född 1945)                  |      | Marinkåren   | 1 oktober 2005   | 30 september 2007 | Donald Rumsfeld Robert M. Gates                                        | George W. Bush                       | [ 7 ] |
| 17. | Amiral Michael Mullen (född 1946)               |      | Flottan      | 1 oktober 2007   | 30 september 2011 | Robert M. Gates Leon Panetta                                           | George W. Bush Barack Obama          | [ 7 ] |
| 18. | General Martin Dempsey (född 1952)              |      | Armén        | 1 oktober 2011   | 25 september 2015 | Leon Panetta Chuck Hagel Ashton Carter                                 | Barack Obama                         | [ 7 ] |
| 19. | General Joseph Dunford (född 1955)              |      | Marinkåren   | 1 oktober 2015   | 30 september 2019 | Ashton Carter James Mattis Mark Esper                                  | Barack Obama Donald Trump            | [ 8 ] |
| 20. | General Mark A. Milley (född 1958)              |      | Armén        | 1 oktober 2019   | 30 september 2023 | Mark Esper Lloyd Austin                                                | Donald Trump Joe Biden               |       |
| 21. | General Charles Q. Brown (född 1962)            |      | Flygvapnet   | 1 oktober 2023   | 21 februari 2025  | Lloyd Austin Pete Hegseth                                              | Joe Biden Donald Trump               |       |
| tf. | Amiral Christopher M. Grady (född 1962)         |      | Flottan      | 21 februari 2025 | inkumbent         | Pete Hegseth                                                           | Donald Trump                         |       |

### Notförteckning
1. ↑  ”Quarters Six: The Official Residence of the Chairman of the Joint Chiefs of Staff” (på engelska). Joint History Office, Office of the Chairman of the Joint Chiefs of Staff. https://www.jcs.mil/Portals/36/Documents/History/Institutional/Quarters_Six.pdf. Läst 15 augusti 2021.  ”The Chairman of the Joint Chiefs of Staff did not have an assigned residence from 1947 to 1962.  Quarters were provided by their respective services.  Since 1962 Quarters Six has been the official residence of the Chairman of the Joint Chiefs of Staff”
2. 1 2  10 U.S.C. § 152
3. ↑  10 U.S.C. § 153
4. ↑  10 U.S.C. § 154
5. ↑  10 U.S.C. § 151
6. ↑  10 U.S.C. § 155
7. 1 2 3 4 5 6 7 8 9 10 11 12 13 14 15 16 17 18 19  ”THE CHAIRMANSHIP OF THE JOINT CHIEFS OF STAFF 1949–2016” (på engelska). Joint History Office, Office of the Chairman of the Joint Chiefs of Staff. 2016. https://www.jcs.mil/Portals/36/Documents/History/Institutional/Chairmanship%20book%202016.pdf. Läst 15 augusti 2021.
8. ↑  ”Joseph Francis Dunford, Jr.” (på engelska). www.jcs.mil. Joint Chiefs of Staff. https://www.jcs.mil/About/The-Joint-Staff/Chairman/General-Joseph-Francis-Dunford-Jr/. Läst 29 mars 2022.